# Groove metal
A groove metal (magyar nyelvre fordítva ritmikus metál, mivel az angol groove szó ritmust jelent magyarul) a heavy metal egyik alműfaja, a thrash metal továbbfejlesztett, ritmusorientáltabb irányzata. Ezt a műfajt viszont a thrash metalhoz képest lassabb tempó jellemzi, ezt több szinkópálással ellensúlyozzák. A stílus úttörőjének az amerikai Pantera együttest tartják és annak az 1990-es "Cowboys From Hell" nagylemezét a műfaj irányvonalának tekintik.
1998-ban Geoffrey Himes "a kemény rock, a tánczene és a hiphop házassága"-ként jellemezte. Általában viszont ez a stílus a thrash metalt, a hardcore punkot és az ipari zenét vegyíti legfőképpen.

## Műfaji jellemzők
A groove metal hangzását általában a közepes gyorsaságú thrash metal gitárriffek, a mélyebbre hangolt gitárok, a szinkópált ritmusok, a közepes tempójú gitárszólók (ezek elég ritkák), a disszonáns átmenetek vagy a közepes tempótól történő hirtelen elszakadások, meredek vágások jellemzik. A thrash metallal ellentétben nagyon ritkán használ gitárszólókat, a ritmusgitárok inkább mély és pszichedelikus riffekkel támasztják a gitárjátékot. 
A műfaj jellegzetes eleme a torzított basszusgitár hangzás. Az énekre inkább jellemző a thrash metal kiabáló kemény stílusa, de előfordulnak benne hardcore punkra jellemző üvöltő és a death metalra jellemző hörgő elemek is. A dobra jellemző az extrém sebességű blast beat és a hullámszerű, pulzáló előadásmód.